# 丝带蕨
丝带蕨（学名：Drymotaenium miyoshianum），也称二條線蕨，为水龙骨科丝带蕨属下的一个种。